# Synodus taiwanensis
Synodus taiwanensis is een straalvinnige vissensoort uit de familie van hagedisvissen (Synodontidae). De wetenschappelijke naam van de soort is voor het eerst geldig gepubliceerd in 2007 door Chen, Ho & Shao.